# 김영종 (1966년)
김영종(金暎鐘,1966년 ~ )은 대한민국의 검사로 사법시험 33회에 합격하였다.

## 학력
- ~ 1995 한양대학교 법과대학원 석사과정
- ~ 1988 한양대학교 법학 학사
- ~ 1984 건국대학교 사범대학 부속고등학교

## 경력
- 2019.01 ~ 2019.02 자유한국당  2.27 전대 선관위 위원
- 2018.09 ~ 2019.03 자유한국당 중앙윤리위원회 위원장
- 법률사무소 송결 대표변호사
- 2016.01 ~ 2017.08 제8대 수원지방검찰청 안양지청 지청장
- 2015.02 ~ 2016.01 의정부지방검찰청 차장검사
- 2014.01 ~ 2015.02 수원지방검찰청 안산지청 차장검사
- 2013.04 ~ 2014.01 대검찰청 범죄정보기획관
- 2012.07 ~ 2013.04 부산지방검찰청 형사1부 부장검사
- 2011.09 ~ 2012.07 서울중앙지방검찰청 첨단범죄수사1부 부장검사
- 2010.07 ~ 2011.09 대검찰청 범죄정보1담당관
- 2009.08 ~ 2010.07 대검찰청 첨단범죄수사과 과장
- 2009 ~ 2009.08 서울중앙지방검찰청 부부장검사
- 2008 제48대 청주지방검찰청 영동지청 지청장
- 2007 춘천지방검찰청 강릉지청 부장검사
- 2006 서울남부지방검찰청 부부장검사
- 2005 서울남부지방검찰청 검사
- 2003 법무부 검찰국 검사
- 2001 수원지방검찰청 검사
- 1996 춘천지방검찰청 검사
- 1994 서울지방검찰청 검사
- 1994 제23기 사법연수원
- 1991 제33회 사법시험 합격

## 노무현 대통령과 평검사와의 대화
노무현 대통령 재직시절 대통령과 평검사의 대화시간에 대통령에게 청탁성 전화를 하지 않았냐고 따져 유명하게 되었다. 노 대통령은 '이쯤이면 막하자는 것이냐'고 불쾌해했다.
이 토론이 있은 후 한 초등학교 교사가 김영종 검사에게 전자우편을 보내 대통령에게 버릇없이 굴지말라고 항의를 하자 수원지검 특수부는 이메일 유출경위를 조사한다며 교사를 소환했다. 교사가 소환을 거부하자 학교에 찾아갔으며, 교사 집에 있는 컴퓨터를 가져가서 인터넷 접속기록 등을 확인하였으며 검찰에 소환되어 조사를 받았다. 그는 "토론회가 끝난 지 1시간 30분 만에 이메일 주소가 알려졌다면 엄청난 범죄요, 보안누수라는 생각이 들었다. 주변에 자초지종을 얘기하자 동료검사가 해킹 여부를 확인하기 위해 교사를 소환한 것"이라고 해명하였다.

## 삼성 구조본 윤락 사건
김용철 변호사는 1999년 김영종 검사가 삼성의 구조본 임원들이 연예인과 여대생을 상대로한 고급윤락 사건을 수사할 때, 자신의 도움으로 구조본 임원들이 위기를 모면하였다고 주장하였다.